# Racoon
I Racoon sono un gruppo musicale alternative rock olandese attivo dal 1997.

## Formazione
- Bart van der Weide - voce
- Dennis Huige - chitarra
- Paul Bukkens - batteria
- Stefan De Kroon - basso

## Discografia
- 1999 - It's an Ice Cream Day (demo)
- 2000 - Till Monkeys Fly
- 2001 - Here We Go Stereo
- 2005 - Another Day
- 2008 - Before You Leave
- 2009 - Live at Chasse Theatre, Breda
- 2011 - Liverpool Rain
- 2013 - The Singles Collection
- 2015 - All Good in Time